# Frederik Kortlandt
Frederik Herman Henri (Frits) Kortlandt (né le 19 juin 1946 à Utrecht) est un professeur néerlandais de linguistique comparée de l'Université de Leyde. Il s'est consacré à l'étude des langues baltes et slaves dans la perspective de la reconstitution de l'indo-européen commun, sans toutefois négliger les langues d'autres familles. Il a également travaillé sur l'identification de super-groupes linguistiques, comme le « groupe indo-ouralique », regroupement qui demeure controversé.

## Biographie
Kortlandt a préparé sa thèse de doctorat, consacrée à la « plasticité des phonèmes : tendances nouvelles dans la théorie du phonème d'Europe orientale », sous la direction de Carl Lodewijk Ebeling.  Avec George van Driem et quelques autres universitaires, il est l'un des chefs de file de l'École de Leyde, qui décrit les langues comme des systèmes de mèmes ou parasites bénins. Kortlandt a été, de 1975 à 2011, professeur de langues slaves à l'Université de Leyde.
Il est membre de l'Académie royale néerlandaise des arts et des sciences depuis 1986 et a été lauréat du Prix Spinoza en 1997. Il a produit (2007) sa propre restitution en indo-européen de la fable de Schleicher, d'une grande originalité.

## Source
- Frederik Kortlandt: bibliographie